# توماس غريغ
توماس غريغ (18 نوفمبر 1859 في المملكة المتحدة - 25 مارس 1938) (بالإنجليزية: Thomas Gregg)‏ هو لاعب كريكت بريطاني (وحمل سابقاً جنسية المملكة المتحدة لبريطانيا العظمى وأيرلندا). لعب مع نادي مقاطعة غلوستر للكريكت ‏ ونادي مقاطعة سومرست للكريكت ‏.

## وصلات خارجية
- توماس غريغ على موقع إي آس بي آن كريك إنفو (الإنجليزية)